# 五林镇
五林镇，是中华人民共和国黑龙江省牡丹江市阳明区下辖的一个乡镇级行政单位。

## 行政区划
五林镇下辖以下地区：
大兴村、青西村、五河村、长兴村、孔街村、姚亮村、青北村、陈堡村、长沟村、马桥村、马北村、洪林村、马西村、五星村、四岗村、西桥村、庆丰村、北甸村、北星村、西沟村、板院村、杏树村、金场村和五岗村。